# Мельбурн (Кентуккі)
Мельбурн (англ. Melbourne) — місто (англ. city) в США, в окрузі Кемпбелл штату Кентуккі. Населення — 458 осіб (2020).

## Географія
Мельбурн розташований за координатами 39°1′56″ пн. ш. 84°22′16″ зх. д. / 39.03222° пн. ш. 84.37111° зх. д. (39.032152, -84.370981).  За даними Бюро перепису населення США в 2010 році місто мало площу 2,05 км², уся площа — суходіл. В 2017 році площа становила 2,19 км², уся площа — суходіл.

## Демографія
Згідно з переписом 2010 року, у місті мешкала 401 особа в 128 домогосподарствах у складі 88 родин. Густота населення становила 196 осіб/км².  Було 150 помешкань (73/км²).
Расовий склад населення:
| - 99,5 % — білих - 0,2 % — корінних американців - 0,2 % — азіатів |

До двох чи більше рас належало 0,0 %. Частка іспаномовних становила 0,7 % від усіх жителів.
За віковим діапазоном населення розподілялося таким чином: 17,2 % — особи молодші 18 років, 54,9 % — особи у віці 18—64 років, 27,9 % — особи у віці 65 років та старші. Медіана віку мешканця становила 50,2 року. На 100 осіб жіночої статі у місті припадало 75,9 чоловіків;  на 100 жінок у віці від 18 років та старших — 66,8 чоловіків також старших 18 років.
Середній дохід на одне домашнє господарство  становив 65 492 долари США (медіана — 60 833), а середній дохід на одну сім'ю — 66 751 долар (медіана — 65 000). За межею бідності перебувало 10,8 % осіб, у тому числі 15,1 % дітей у віці до 18 років та 16,5 % осіб у віці 65 років та старших.
Цивільне працевлаштоване населення становило 204 особи. Основні галузі зайнятості: освіта, охорона здоров'я та соціальна допомога — 40,7 %, виробництво — 18,1 %, будівництво — 6,9 %, мистецтво, розваги та відпочинок — 6,4 %.